# Albert Odero
Albert Odero (Oneonta, Nueva York, 21 de junio de 1997) es un jugador de baloncesto estadounidense con nacionalidad keniana. Con 1,96 metros de estatura juega en la posición de alero en el Nairobi City Thunder de la KNBL de Kenia. Es internacional con la selección de baloncesto de Kenia.

## Trayectoria
Es un alero formado en la Universidad de Binghamton, donde jugó la NCAA desde 2017 a 2019 con los Binghamton Bearcats. En 2019, ingresa en la Universidad de Arkansas Tech para jugar la temporada 2019-20 con los Arkansas Tech Wonder Boys en la Gulf South Conference, perteneciente a la División II de la NCAA.
En la temporada 2020-21, forma parte del Talladega College Tornadoes que disputa el Campeonato de baloncesto masculino de la NAIA.
En la temporada 2022, firma por el Ponta D'Agua Gorillas de Cabo Verde.
El 23 de julio de 2022, firma por el FC Cartagena Baloncesto de la Liga LEB Plata. Sólo disputó 4 partidos con el equipo antes de ser apartado del plantel en noviembre de ese año. 
El 6 de junio de 2024 la Agencia Antidopaje de Kenia (ADAK) lo suspendió por dar positivo en consumo de cannabinoide tras una prueba de dopaje.

### Selección nacional
En 2020 debuta con la selección de baloncesto de Kenia, con la que disputa 4 partidos del AfroBasket 2021.
Disputó la Copa África FIBA 3x3 de 2023 con la selección de baloncesto 3x3 de Kenia.